# Leni Robredo
Maria Leonor "Leni" Gerona Robredo (Naga, 23 de abril de 1965) é uma advogada e ativista social filipina, servindo como 14º vice-presidente das Filipinas entre 2016 e 2022. Concorrendo pelo Partido Liberal, Robredo venceu as eleições para vice-presidência em 9 de maio de 2016, como confirmado e proclamado pela contagem oficial do Congresso de 25 a 27 de maio, com 14.418.817 votos (35,11% dos votos), derrotando por pouco o senador Bongbong Marcos por 263.473 votos em meio a controvérsias. Um relatório divulgado pelo Tribunal Eleitoral Presidencial aumentou ainda mais sua vantagem para 278.566 sobre o senador Marcos. Ela foi a segunda mulher a servir como vice-presidente depois de Gloria Macapagal Arroyo.
Robredo chamou a atenção do público pela primeira vez em 2012, após a morte de seu marido, o secretário do Interior, Jesse Robredo, no acidente do Philippine Piper Seneca em 2012, na costa da ilha de Masbate. Antes do acidente, seu envolvimento na vida pública era como advogada e ativista social. Depois disso, ela concorreu nas eleições gerais de 2013 e ganhou como representante do Terceiro Distrito de Camarines Sul na Casa de Representantes das Filipinas para o 16º Congresso, cargo que ocupou até sua inauguração como vice-presidente em 30 de junho de 2016.
Concorreu na eleição presidencial das Filipinas em 2022, ficando em segundo lugar com 14,805,815 votos, ou seja, 23,94% do eleitorado. 

## Infância e educação
Maria Leonor Santo Tomas Gerona nasceu em 23 de abril de 1965 em Naga, Camarines Sul, Filipinas. Ela foi a primeira de três filhos de Juiz Antonio Gerona e Salvacion Santo Tomas.
Frequentou o departamento de educação básica da Universidade de Sta. Isabel em Naga, se formou no ensino fundamental em 1978 e no ensino médio em 1982. Em seguida, formou-se em economia pela UP School of Economics da Universidade das Filipinas Diliman, em 1986. Em seguida, estudou direito na Universidade de Nueva Caceres, graduada em 1992. Depois de estudar Direito, ela fez seu mestrado na Universidade San Beda (então San Beda College).

## Início de carreira
Inspirada na Revolução do Poder Popular após se formar na UP Diliman, Gerona optou por renunciar temporariamente aos estudos de direito e decidiu trabalhar como pesquisadora do Programa de Desenvolvimento da Bacia do Rio Bicol, uma agência governamental encarregada de planejamento de desenvolvimento de área nas três províncias da região de Bicol. Aqui ela conheceu o então diretor do programa Jesse Robredo, que acabaria por se tornar seu marido.
Robredo atuou no Ministério Público, um papel no qual ela costumava defender os casos do marido, que já havia se tornado Prefeito de Naga.
De 1998 a 2008, Robredo tornou-se coordenadora do Sentro ng Alternatibong Lingap Panligan (SALIGAN), um grupo de apoio jurídico alternativo de Naga. O trabalho do SALIGAN teve como objetivo incentivar jovens profissionais do direito a assumirem papéis de liderança e envolveu a visita a comunidades rurais distantes para prestar serviços jurídicos a residentes que, de outra forma, teriam pouco ou nenhum acesso a esses serviços, bem como conduzir advocacia legal propondo emendas e novas leis com base nas necessidades dessas comunidades marginalizadas. Mais tarde, o foco do grupo mudou para incluir ajudar as mulheres rurais a adquirir capital para participar de mercados competitivos.
Além disso, Robredo fundou a Federação Lakas ng Kababaihan ng Naga, uma organização que oferece oportunidades de treinamento e meios de subsistência para mulheres desde 1989.
Em 2012, Robredo foi nomeada presidente do Partido Liberal em Camarines Sul.

## Carreira no Congresso
Robredo concorreu no 3º distrito congressional de Camarines Sul durante as eleições gerais das Filipinas em 2013. Em 16 de maio de 2013 ela foi proclamada vencedora, batendo Nelly Favis-Villafuerte (da Coalizão Popular Nacional/Aliança Nacionalista Unida), esposa do ex-congressista Luis Villafuerte e membro da dinastia Villafuerte politicamente poderosa.
Durante seu mandato no congresso, Robredo foi vice-presidente dos comitês da Câmara sobre boa governança, responsabilidade pública e revisão de leis, e membro de 11 outros painéis da casa. Ela era conhecida por ser uma forte defensora da Lei da Liberdade de Informação e forte defensora da Lei Básica de Bangsamoro (lei que da autonomia a região e Mindanau).
Governança participativa e transparência foram os principais objetivos da agenda legislativa da Robredo. A primeira lei que Robredo criou no congresso foi o Projeto de Política de Divulgação Completa, que teria ordenado a todas as agências governamentais e suas subunidades e projetos que divulgassem seu orçamento e transações financeiras de maneira conspícua sem nenhum pedido do público.
Preocupada com o fato de que o setor marginalizado não deve ter acesso negado aos serviços de linha de frente do governo e às reuniões públicas com base em suas vestimentas, ela patrocinou a Lei de Política de Portas Abertas, que proíbe escritórios e agências governamentais de implementação de códigos de vestuário rigorosos.
Robredo também foi a autora do Projeto de Lei de Empoderamento de Pessoas, que buscava permitir uma maior participação dos filipinos na tomada de decisões e políticas e o Projeto de Processo do Orçamento Participativo), que procurava aumentar a participação em decisões relacionadas ao orçamento em projetos do governo por parte dos locais. Ela também escreveu o Projeto Abrangente de Anti-Discriminação para proibir a discriminação com base em etnia, raça, religião ou crença, sexo, gênero, orientação sexual, identidade e expressões de gênero, idioma, deficiência, status de HIV, etc.
Para promover a transparência no processo tributário, ela patrocinou a versão da casa do que acabaria se tornando a Lei da República, a Lei de Gerenciamento de Incentivos Fiscais e Transparência de 2009 (TIMTA).
Preocupada com a corrupção na reforma agrária, Robredo foi coautora do projeto de lei da Câmara, que criaria uma Comissão de Reforma Agrária que se concentraria em investigar violações ao Programa de Reforma Agrária Integral.

## Vice-Presidência

### Linha do tempo
Em 5 de outubro de 2015, depois que suas três filhas deixaram de lado suas objeções iniciais, Robredo anunciou que concorreria ao cargo de vice-presidente das Filipinas sob o Partido Liberal nas eleições de 2016, como companheira de chapa do candidato presidencial Mar Roxas. Robredo venceu a eleição com 14.418.817 votos, ou 35,11% dos votos, derrotando por pouco seu rival mais próximo, o senador Bongbong Marcos, por 263.473 votos ou por 0,64%.
Robredo foi empossada como vice-presidente das Filipinas em 30 de junho de 2016 na Quezon City Reception House, que ela usava como escritório desde então.

### 2016
Robredo conheceu o Presidente Rodrigo Duterte pessoalmente nas cerimônias de mudança de comando das Forças Armadas das Filipinas no Campo Aguinaldo em 1º de julho de 2016, um dia após sua posse. Mais tarde, ela fez uma visita de cortesia a ele no Palácio de Malacañang em 4 de julho, sua primeira reunião formal. Em 7 de julho, Duterte telefonou para Robredo durante uma conferência de imprensa para oferecer a ela o cargo de chefe do Conselho de Coordenação de Habitação e Desenvolvimento Urbano, que Robredo aceitou.
Robredo é a terceira vice-presidente a chefiar a agência governamental focada em programas habitacionais, seguindo seus predecessores imediatos Noli de Castro e Jejomar Binay. Duterte disse anteriormente que não queria nomear um cargo de gabinete para Robredo devido ao seu desconhecimento dela e sua amizade com Bongbong Marcos. Em 2 de agosto, o governo da Tailândia concedeu a Robredo o 'Prêmio Honorário de Mulheres em Destaque' do Sudeste Asiático. Em 23 de agosto, a organização não governamental Filipina Women's Network concedeu ao Robredo o 'Prêmio de Mulher Filipina Mais Influente do Mundo'.
Em outubro de 2016, as agências internacionais de ajuda prestaram todo o seu apoio ao programa de combate à pobreza da vice-presidente Leni Robredo, juntando-se a uma cúpula marcada para o mesmo mês, onde fizeram parceria com as unidades mais pobres do governo local do país. A cúpula, conhecida como Cúpula de Parcerias contra a Pobreza, realizada em 10 de outubro, é um produto das visitas duas vezes por semana de Robredo às unidades mais pobres do governo local em seus primeiros 100 dias como vice-presidente. Alguns dos participantes da cúpula, como o Fundo das Nações Unidas para a Infância, o Programa Mundial de Alimentos, o Programa das Nações Unidas para o Desenvolvimento, a UE, o Banco Mundial e o Banco Asiático de Desenvolvimento, prometeram ajudar na “pesquisa, compartilhamento de conhecimento, assistência técnica, pequenas doações para capacitação e afins ”, de acordo com Georgina Hernandez, chefe dos Programas de Combate à Pobreza e Advocacia do OVP. Após os efeitos do super tufão Lawin, Robredo visitou Cagayan e se reuniu com o governador Manuel Mamba e autoridades locais de desastres para perguntar sobre os danos, a fim de determinar o tipo de assistência que seu escritório poderia fornecer. O programa de combate à pobreza da Robredo, também conhecido como Programa Angat Buhay, beneficiou 83.707 famílias em todo o país em seu primeiro ano de implementação. Em 17 de novembro, Robredo recebeu o Prêmio Tanglaw da TOWN por 'defender os direitos das mulheres' e 'capacitar os marginalizados'.
Em 4 de dezembro de 2016, Robredo foi informada pelo Secretário do Gabinete Leoncio Evasco Jr. "a desistir de participar de todas as reuniões do Gabinete a partir de 5 de dezembro", o que a levou a divulgar uma declaração solicitando sua renúncia como presidente do Conselho Coordenador de Habitação e Desenvolvimento Urbano, efetivo no dia seguinte. Os apoiadores de Duterte tentaram acusá-la como vice-presidente por criticar sua sangrenta repressão antidrogas e outras políticas.

### 2017
Durante a crise de Marawi, Robredo apelou à união das tropas do governo em um tiroteio contra o grupo Maute em Marawi, e organizou doações e direcionou operações de socorro para as vítimas. Ela então visitou soldados feridos em Iligan para dar apoio e contribuições. Robredo respeita a implementação da lei marcial do presidente Duterte em todo o estado de Mindanau como uma maneira de combater o terrorismo, mas solicitou medidas para garantir que a implementação não se assemelhe aos "abusos e violações" durante a implementação da Proclamação, de Ferdinand Marcos. também questionou a cobertura e o prolongamento da implementação e instou os membros do Congresso a rever e validar a implementação como um "dever constitucional".
O presidente Rodrigo Duterte deixou de participar do que teria sido seu primeiro rito do Dia da Independência devido à exaustão. a vice-presidente Robredo, como o segundo funcionário de mais alto escalão do país, liderou as cerimônias de hasteamento de bandeiras e colocação de coroas durante o 119º aniversário da independência das Filipinas. O secretário de Relações Exteriores Alan Peter Cayetano estava ao seu lado como representante de Duterte.
Em outubro de 2017, o Senado aumentou o orçamento de 2018 do Gabinete da Vice-Presidente em 20 milhões de ₹, que foi alocado para o programa Angat Buhay da Vice-Presidente. No mesmo mês, Robredo pediu aos colegas filipinos que se lembrassem dos 165 soldados e policiais que deram a vida pela libertação da cidade de Marawi. Robredo disse que seu escritório já estava se preparando para ajudar na reabilitação da cidade de Marawi, principalmente por meio de seu principal programa de combate à pobreza.

### 2018
Em 6 de maio de 2018, Robredo criticou a China por estabelecer mísseis no oeste do Mar das Filipinas. Os mísseis foram apontados diretamente para as Filipinas. Em 19 de junho, Robredo condenou a deposição formal da juíza Maria Lourdes Sereno, a quem Duterte declarou como seu 'inimigo'.
Em 5 de agosto, Robredo expressou seu apoio à proposta de lei anti-revestimento na Câmara. Em 13 de agosto, o presidente Duterte disse que iniciaria uma 'junta militar' se Robredo se tornar presidente. Em 20 de agosto, o ex-presidente Noynoy Aquino expressou sua confiança na liderança de Rodredo. Em 28 de agosto, Robredo disse que a lei marcial de Mindanao falhou em lidar com ameaças na região. Em 29 de agosto, ela instou a Câmara a aumentar o financiamento do Gabinete da Vice-Presidente, depois que os aliados da Casa Duterte votaram para reduzir o orçamento de seu gabinete em 100 milhões de pesos. Em 30 de agosto, depois que o presidente Duterte vinculou os cegos de Robredo ao tráfico de drogas na cidade de Naga, ela rejeitou as alegações de Duterte e apresentou evidências de inocência. Duterte também chamou a cidade de Naga de 'viveiro de shabu' (metanfetaminas). Duterte se desculpou depois por seu erro e informações erradas. Em 31 de agosto, Robredo rejeitou a ideia de uma ditadura nas Filipinas modernas.
Em 10 de outubro, ela criticou o rascunho da carta federal da Câmara que procurava remover Robredo da linha de sucessão presidencial. Em 18 de outubro, ela lamentou que 'a democracia esteja enfrentando desafios devido aos líderes populistas'. Em 24 de outubro de 2018, Robredo lançou oficialmente a lista senatorial da oposição para as eleições senatoriais de 2019, declarando que 'a oposição está viva Os candidatos da oposição concorreram com a chapa "Otso Diretso", que incluía o ex-senador Mar Roxas, o advogado Romulo Macalintal, o advogado de paz em Mindanao Samira Gutoc-Tomawis, o advogado de direitos humanos Jose Manuel Diokno, o ex-congressista Erin Tañada, ex-congressista. o procurador-geral Florin Hilbay, o senador Bam Aquino e o representante da lista de partidos Magdalo, Gary Alejano.
Em 4 de novembro, Robredo apoiou a missionária australiana Irmã Patricia Fox. O Departamento de Imigração ordenou que a Fox fosse deportada do país, pois se opunha à guerra mortal das drogas. Em 8 de novembro, a equipe de Robredo, que procurava ajudar o povo de Boracay, foi impedida de entrar pelas forças do governo. Em 17 de novembro, Robredo atacou o 'tratamento especial' que o governo estava providenciando para a criminosa condenada Imelda Marcos. Em 21 de novembro, Robredo pediu transparência nos acordos patrocinados pelo governo com a China. Em 26 de novembro, Robredo pediu ao governo que garantisse que o destacamento de tropas em Samar, Negros e Bicol não levaria à lei marcial.

### 2019
Antes das eleições de maio de 2019, circulavam notícias em várias plataformas de mídia social, principalmente no Facebook, alegando que a vice-presidente Robredo renunciaria como vice-presidente caso a oposição optasse por Otso Diretso a perder a eleição; Mais tarde, Robredo desmascarou a notícia como falsa.
Em 18 de outubro de 2019, o PET divulgou os resultados da recontagem inicial, ampliando sua liderança sobre o senador Marcos em 15.093 votos.
Em 23 de outubro de 2019, a vice-presidente Leni Robredo fez uma declaração, dizendo que Duterte deveria permitir que a ONU investigasse a guerra às drogas, e acrescentou que uma campanha foi "um fracasso e um abalo na imagem internacional do país". O porta-voz presidencial Salvador Panelo criticou a observação de Robredo, dizendo que sua alegação "carecia de base factual". No entanto, em 27 de outubro de 2019, Robredo esclareceu que sugeriu "ajustes" na campanha e negou ter pedido para parar a guerra às drogas.
Em 4 de novembro de 2019, Duterte designou Robredo para co-presidente do Comitê Interinstitucional de Combate às Drogas Ilegal (ICAD) até o final de seu mandato em 2022, disse o porta-voz presidencial Salvador Panelo.

## Vida pessoal
Leni foi casada com Jesse Robredo, que conheceu enquanto trabalhava no Programa de Desenvolvimento da Bacia do Rio Bicol, de 1987 até a morte dele em um acidente de avião em 2012. O casal teve três filhas: Jessica Marie "Aika" Robredo, Janine Patricia "Tricia" Robredo e Jillian Therese Robredo. A filha mais velha, Aika, era assistente executiva do Gabinete de Defesa Civil, enquanto a segunda mais velha, Tricia, é estudante de medicina e foi repórter de linha de base do UAAP na National University. O mais novo deles, Jilian, atualmente estuda ciências biomoleculares.